# Moorsee

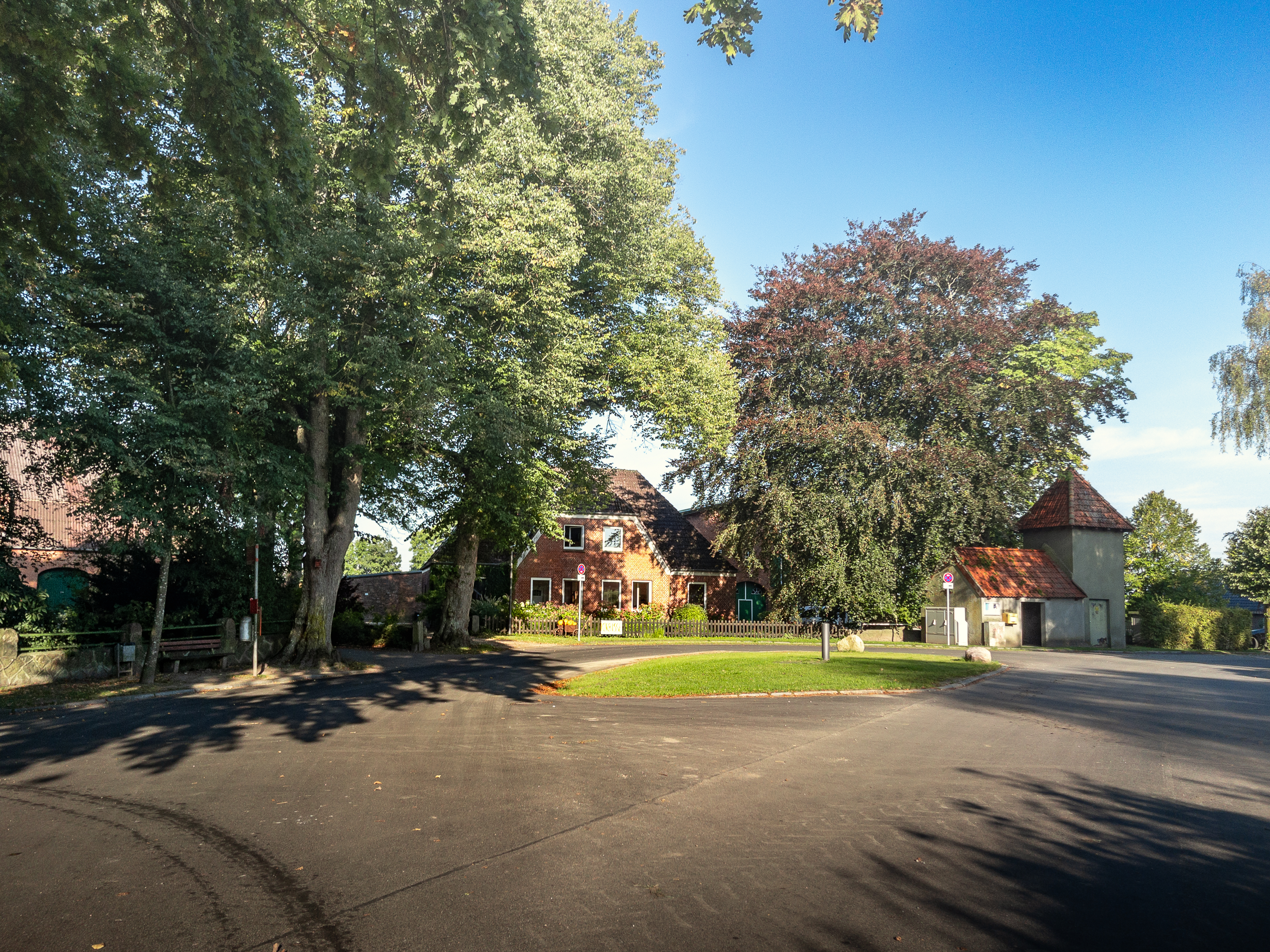
Dorfplatz

Moorsee ist ein Stadtteil von Kiel.

## Geschichte
Moorsee wurde erstmals 1222 unter dem Namen Morse erwähnt. Morse bedeutet See im oder am Moor. Das alte Dorf hatte im Jahre 1850 sechs Hufen sowie dreiunddreißig Katen- und Instenstellen. 1970 wurde Moorsee nach Kiel eingemeindet. Das Kieler Stadtgebiet wuchs um 557 Hektar.

## Geografie

### Geographische Lage
Der Stadtteil Moorsee liegt beidseitig der Bundesstraße 404. Der Ortsteil Poppenbrügge befindet sich im nördlichen Abschnitt auf der östlichen Seite der Bundesstraße. Südlich daran anschließend befindet sich der Ortsteil Schlüsbek. Der Siedlungskern des namensgebenden Ortsteils befindet sich auf Schlüsbeker Höhe auf der gegenüberliegenden westlichen Straßenseite.

### Gliederung
Zum Stadtteil gehören neben dem Dorf Moorsee die Ortsteile Poppenbrügge und Schlüsbek. Außerdem liegen ein Neubaugebiet, das an Neumeimersdorf anschließt und ein Einkaufszentrum beinhaltet, sowie Teile des Industriegebiets Wellsee im Stadtteilgebiet.

#### Schlüsbek

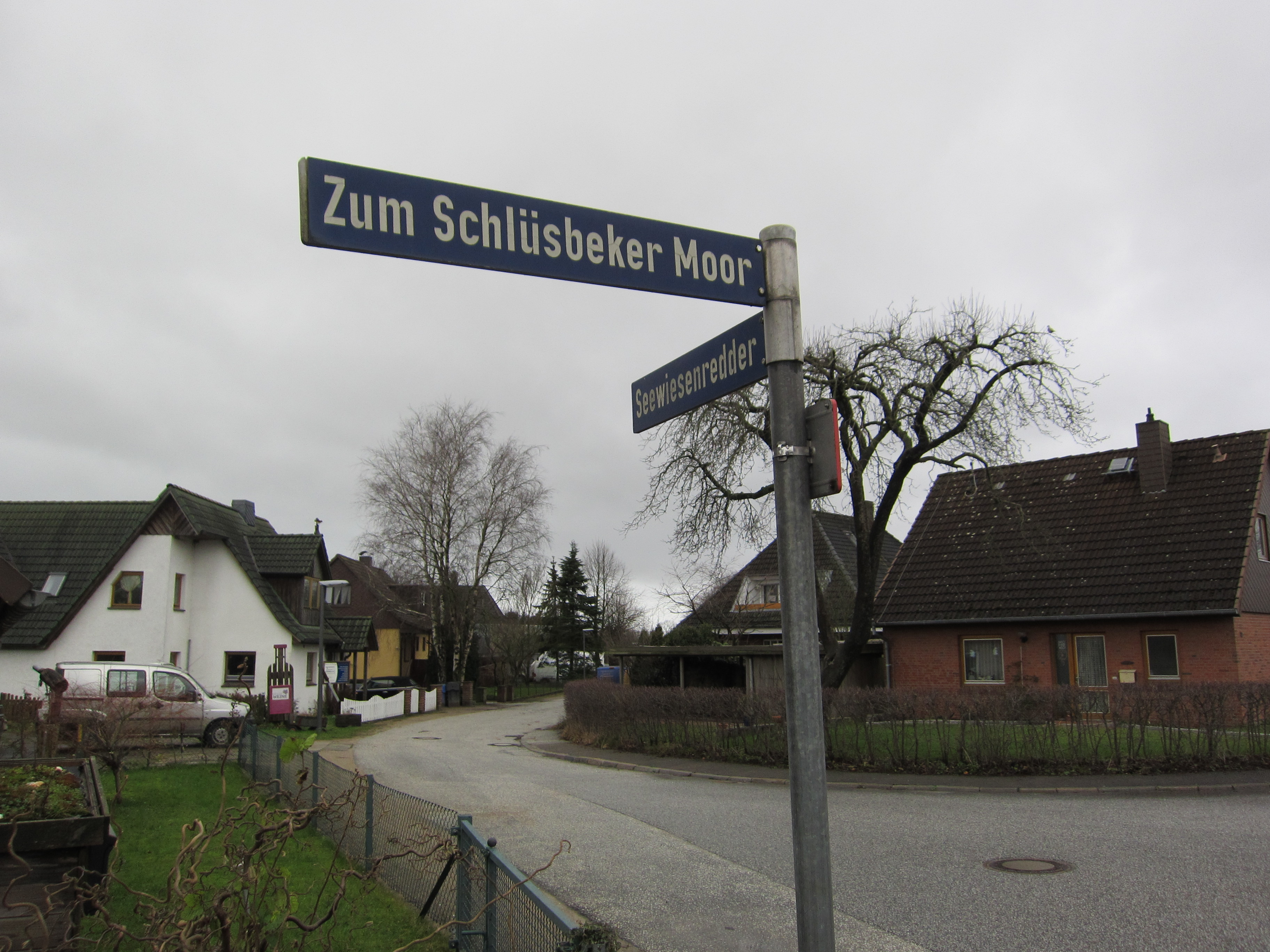
Schlüsbek

Schlüsbek war ein kleines Dorf, bevor es 1970 als Teil von Moorsee nach Kiel eingemeindet wurde. Vor 1869 gehörte es zu Rönne, von 1869 bis 1938 war es eine selbständige Gemeinde. Von 1938 bis 1970 gehörte es zur Gemeinde Moorsee. Die Straße Zum Schlüsbeker Moor war als Verlängerung des Steindamms bis 1971 der Barkauer Weg. Dieser war vor dem Bau der B404 im Jahr 1956 die Verbindung nach Klein Barkau. Neben dem ursprünglichen Dorf Schlüsbek, das Fachwerkhäuser und reetgedeckte Gebäude beinhaltet, die heute unter Denkmalschutz stehen, gibt es im Ortsteil Schlüsbek auch kleinere Siedlungskomplexe neueren Datums.

### Topografie
- Straße Steindamm – historischer Weg zwischen Kiel und Klein Barkau. Er bekam 1832 die noch heute vorhandene Granitpflasterung.
- Alter Moorsee – große Grünlandniederung. Durch Vertiefung des Baches Schlüsbek und durch den Bau eines Schöpfwerks 1956 wurde der ehemalige See entwässert.[7]
- Schlüsbeker Moor – entstand bei der Verlandung des „Großen Moorsees“.[8]
- Solldieksbach
- Bach Schlüsbek: Der Bach Schlüsbek verläuft vom Kleinflintbeker Moor zum Wellsee. Er ist im Bereich des Alten Moorsees stark ausgebaut und vertieft. Durch die Vertiefung sind bewaldete Schluchten entstanden.[9]

## Wirtschaft und Infrastruktur
Von 1911 bis 1961 war Moorsee Bahnstation der Kleinbahn Kiel–Segeberg, deren Gleise bereits 1962 entfernt wurden. Das 2000 erbaute Druckzentrum der Kieler Nachrichten im Industriegebiet Wellsee gehört zum Stadtteil Moorsee.

### Kirchen (alphabetisch)
- Kirche Jesu Christi der Heiligen der Letzten Tage (Mormonen)
- Kreuzkirche  (ev.-luth.)